# Cimetière militaire allemand de Hohrod-Bärenstall
Pour un article plus général, voir Sites funéraires et mémoriels de la Première Guerre mondiale (Front Ouest).
Le cimetière militaire allemand de Hohrod-Bärenstall est un cimetière militaire allemand de la Première Guerre mondiale situé à cheval sur les communes d'Orbey et de Hohrod, dans le département français du Haut-Rhin, non loin de l'endroit où eurent lieu les combats du Linge.
Il abrite les sépultures de 2 460 soldats allemands tués à la tête des Faux et au Linge, dont 1 518 dans des tombes individuelles et 942 autres au sein d'un ossuaire.

## Histoire
Ce cimetière est initialement créé en 1916 au pied du Schratzmännele par les troupes bavaroises, en face de son emplacement actuel. Après la guerre, il est déplacé par les autorités françaises et rassemble des corps de soldats provenant des cimetières provisoires allemands du secteur. Le site est ensuite réaménagé à partir de 1928 par le Volksbund Deutsche Kriegsgräberfürsorge.